# 望月桜
望月 桜（もちづき さくら、3月31日 - ）は、日本の漫画家。
静岡県出身。「そして君に辿りつく」で『Sho-Comi増刊』（小学館）2009年6月15号にてデビュー。2010年よりフリーに。コミックCawaii!や携帯コミックなどで執筆。
2012年より「Yahoo!ブックストア」及び宙出版の自社アプリで配信されているオンライン無料マガジン『ネクストF』で連載している。

## 作品リスト
- 天に恋う（原案：梨千子、宙出版）
- フルリッツ伯爵はいつもご機嫌ナナメ（宙出版）
- 百人一首で総選挙やってみた〜恋うたに恋して。〜（主婦の友社）
- 壊れかけのオモチャ〜24時間男子寮いいなり生活〜（携帯コミック）
- セフレ卒業～濡れるカラダとココロ～（携帯コミック）
- もし平安時代の貴族がTwitterをはじめたら～新訳・伊勢物語（主婦の友社）
- REAL　HACKER（主婦の友社）
- 彼女は恋愛困難症（主婦の友社）
- 最後の刹那も愛してる（小学館）
- メール×イタズラ=キス（小学館）
- そして君に辿りつく（小学館）
- 恋にならないシェアハウス（秋田書店）
- 嘘憑き狐の巫女様は後宮で謎を占う（原作：唐澤和希、スクウェア・エニックス）
- 囚われの歌姫（原作：貴嶋啓、講談社）
- 運命の皇帝（原作：貴嶋啓、講談社）
- 惑いの鳥籠（原作：貴嶋啓、講談社）